# Chagny (Saona y Loira)
 Chagny  es una población y comuna francesa, en la región de Borgoña, departamento de Saona y Loira, en el distrito de Chalon-sur-Saône y cantón de Chagny.

## Demografía
| 4687 | 5205 | 5661 | 5339 | 5346 | 5591 |
| Para los censos de 1962 a 1999 la población legal corresponde a la población sin duplicidades (Fuente: INSEE [Consultar]) |      |      |      |      |      |